# Хатфилд (Арканзас)
Хатфилд (енгл. Hatfield) град је у америчкој савезној држави Арканзас.

## Демографија
По попису из 2010. године број становника је 413, што је 11 (2,7%) становника више него 2000. године.
| Група             | 2000.       | 2010.       |
| Белци             | 379 (94,3%) | 377 (91,3%) |
| Афроамериканци    | 2 (0,5%)    | 1 (0,2%)    |
| Азијати           | 0 (0,0%)    | 0 (0,0%)    |
| Хиспаноамериканци | 5 (1,2%)    | 23 (5,6%)   |
| Укупно            | 402         | 413         |